# إسلام أباد جديد
إسلام‌ أباد جديد هي قرية في مقاطعة بارس أباد، إيران. عدد سكان هذه القرية هو 1,726 في سنة 2006.